# أدب عبادي مسيحي

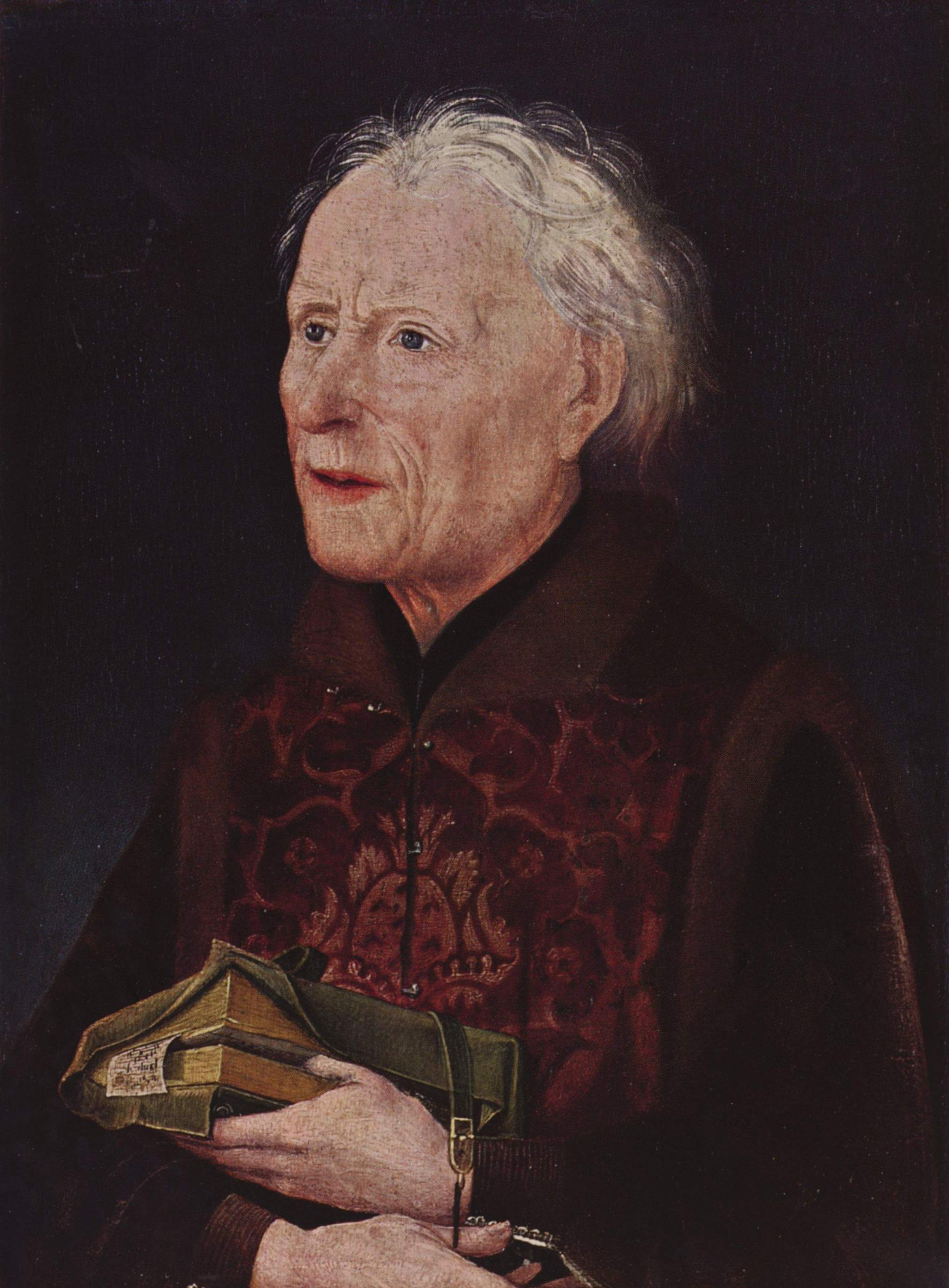

الأدب العبادي المسيحي ويسمى أيضًا أدب الحياة المسيحية هو نوع أدبي مسيحي لا يعالج القضايا العقائدية أو اللاهوتية، ولكنه يعالج تنمية الأفراد والتنشئة الروحية. وقد اقترح اللاهوتي كارل هول أن الأدب العبادي وصل إلى كامل النشوء خلال حركة التقوى خلال النصف الثاني من القرن السابع عشر.
تضم قائمة كتاب الأدب العبادي المسيحي قائمة طويلة من الأسماء والتي تضم لاهوتيين وقديسيين من الكنائس الكاثوليكية والأرثوذكسية الشرقية والبروتستانتية. منهم يوحنا الصليب وتيريزا القديسة الذين كتبوا العديد مؤلفات الصوفية التي كانت بمثابة دليل للتنمية الروحية من خلال الصلاة.